# Shatian (socken i Kina, Hunan)
Shatian (kinesiska: 沙田, 沙田乡) är en socken i Kina. Den ligger i provinsen Hunan, i den södra delen av landet, omkring 94 kilometer väster om provinshuvudstaden Changsha. Antalet invånare är 22838. Befolkningen består av 11 650 kvinnor och 11 188 män. Barn under 15 år utgör 20,0 %, vuxna 15-64 år 63 %, och äldre över 65 år 16,0 %.
Genomsnittlig årsnederbörd är 1 732 millimeter. Den regnigaste månaden är maj, med i genomsnitt 322 mm nederbörd, och den torraste är december, med 52 mm nederbörd.